# Areola

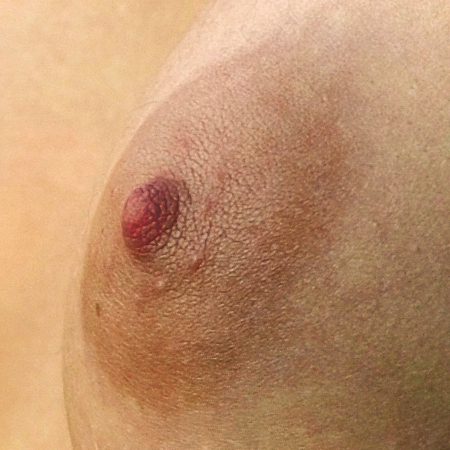
Areola bij de tepel van een vrouw

Een areola is in de menselijke anatomie een rond of soms ovaal gebied dat meer gepigmenteerd is dan de omringende huid. De term wordt meestal gebruikt voor de tepelhof, de donkerdere huid rond de menselijke tepel (areola mammae), maar kan ook slaan op bijvoorbeeld een opgezet deel van de huid rond een pustel (puistje).

## Grootte
De grootte en vorm van de tepelhof kan per mens sterk verschillen. De diameter loopt uiteen van gemiddeld 25 millimeter bij mannen tot 40 à 100 millimeter bij vrouwen. Bij de vrouwelijke tepels geeft de tepelhof grofweg de omvang van de melkklieren weer. Ook talgklieren en de klieren van Montgomery bevinden zich in de tepelhof.

## Huidskleur
De kleur van een areola wordt deels bepaald door de pigmentstoffen melanine en feomelanine. De aanwezigheid van deze twee stoffen is genetisch bepaald. Een areola kan in de loop der tijd van kleur veranderen onder invloed van hormonen die vrijkomen bij bijvoorbeeld zwangerschap, veroudering en menstruatie, maar ook door sommige medicijnen of wanneer de huid bruint door zonnebaden.